# Berhaneyesus Demerew Souraphiel
Berhaneyesus Demerew Souraphiel CM (Tchela Claka, 14 de juliol de 1948) és un cardenal catòlic etíop. És el cap de l'Església catòlica etíop des de la seva elecció el 1999 com a arquebisbe d'Addis Abeba, i Canceller de la Universitat Catòlica de l'Àfrica Oriental. Va ser elevat al Col·legi de Cardenals pel Papa Francesc el 2015.

## Biografia
Berhaneyesus Demerew Souraphiel va néixer el 14 de juliol de 1948 a Tchela Claka, prop de Harar, a Etiòpia. Estudià al seminari major de Makanissa i ingressà a la Congregació de la Missió (popularment coneguts com a "lazaristes" o "vicencians"). Estudià teologia al King's College de Londres i va ser ordenat prevere el 4 de juliol de 1976. Va assolir també una titulació en sociologia per la Pontifícia Universitat Gregoriana.

### Episcopat
El 1990 Berhaneyesus Souraphiel esdevingué superior provincial dels lazaristes a Addis Abeba. El 1994 va ser nomenat Prefecte del Vicariat apostòlic de Jimma-Bonga. El 7 de novembre de 1997 va ser escollit com a bisbe auxiliar d'Addis Abeba i va ser consagrat bisbe el 25 de gener de 1998 pel cardenal Paulos Tzadua. El 7 de juliol de 1999 va succeir el cardenal Tzadua com a arquebisbe d'Addis Abeba.
Al desembre de 2008 va ser una de les dotze figures religioses etíops que signaren una resolució contra l'homosexualitat, exigint als legisladors etíops que aprovés una interdicció de l'activitat homosexual a la Constitució.
Va ser elegir president de la AMECEA durant la 18a Assemblea Plenària, celebrada a Malawi al juliol de 2014. A la mateixa reunió, el Reverend Maurice Muhatia Makumba, bisbe de Nakuru, va ser elegit President del Consell Universitari

### Cardenal
El 4 de gener de 2015, el Papa Francesc anuncià que Berhaneyesus Souraphiel seria creat cardenal el 14 de febrer. A la cerimònia va ser fet cardenal prevere i se li assignà l'església titular de San Romano Martire.
Va ser nomenat membre de la Congregació per a les Esglésies Orientals i del Consell Pontifici per a la Cura Pastoral dels Migrants i els Itinerants.